# 정동초등학교 (강원)
정동초등학교는 대한민국 강원특별자치도 강릉시에 있는 초등학교다.

## 학교 연혁
- 1940.11.03 정동진공립심상소학교로 개교
- 1941.04.01 정동진공립국민학교로 개칭
- 1945.03.25 제1회 졸업식 거행(36명)
- 1946.03.12 정동국민학교로 교명 개칭
- 1981.03.20 병설유치원 개원
- 1996.03.01 정동초등학교로 개칭
- 2007.12.21 체육교육 추진 우수학교 교육감 표창
- 2013.03.01 제29대 교장 김병기 취임
- 2015.02.13 제71회 졸업식(졸업생 누계: 4,312명)
- 2015.03.02 2015학년도 시업식(학급 편제: 6학급)